# Chlorethe scabrosa
Chlorethe scabrosa là một loài bọ cánh cứng trong họ Cerambycidae.